# Cigclisula turrita
Cigclisula turrita är en mossdjursart som först beskrevs av Smitt 1873.  Cigclisula turrita ingår i släktet Cigclisula och familjen Colatooeciidae. Inga underarter finns listade i Catalogue of Life.